# Jan Ludwik Wolzogen
Johann Ludwig von Wolzogen (w formie spolszczonej Jan Ludwik Wolzogen), baron von Tarenfeldt, Freiherr von Neuhäusel (ur. w 1599 w Érsekújvár, zm. w 1661 w Szlichtyngowej) – spolonizowany austriacki filozof, teolog, matematyk. Mieszkał wiele lat w Polsce, działając w ruchu braci polskich. Pisał w językach polskim i łacińskim.

## Życiorys
Urodził się w Nowych Zamkach (wówczas: Érsekújvár) na północnych Węgrzech (obecna Słowacja), w bogatej katolickiej rodzinie arystokratycznej. Jego ojczystym językiem był niemiecki. Otrzymał staranne wykształcenie, był poliglotą, wiele podróżował (np. 1638 Paryż, 1646 Amsterdam, 1655 Bazylea). Nawiązał kontakty z radykalnymi unitarianami: braćmi czeskimi i braćmi polskimi. W 1638 zaczął korespondować z Janem Comeniusem.

### Filozof
Po przyjęciu antytrynitaryzmu przeniósł się do bardziej tolerancyjnej Polski, aby uniknąć prześladowań. Tu działał głównie w zborach w Gdańsku i Rakowie. W doktrynie unitariańskiej cenił przede wszystkim elementy racjonalizmu, których wartość podkreślał w swoich pracach filozoficznych, częściowo inspirowanych dziełami René Descartes’a. W swoim najbardziej znanym dziele Uwagi do medytacji metafizycznych René Descartes’a (1657, wydanie polsko-łacińskie 1959) krytykował jednak Descartes’a z punktu widzenia swego rodzaju empiryzmu (między innymi postulat traktowania człowieka jako całości cielesno-duchowej, negacja istnienia idei wrodzonych). Tłumaczył dzieła Descartes’a z francuskiego na polski.

### Teolog
Należał do radykalnego odłamu braci polskich, głosił skrajny pacyfizm chrześcijański, odrzucał wszelkie formy udziału członków zboru w życiu państwowym (np. dochodzenie swoich krzywd przed sądem) i posługiwanie się przez nich bronią pod jakimkolwiek pretekstem (także w obronie własnej). Postulował znaczne złagodzenie poddaństwa chłopów. Tak jak Grzegorz Paweł z Brzezin zwalczał umiarkowany odłam braci polskich, m.in. Jakuba Paleologa straconego w roku 1585. Napisał komentarze do Biblii w duchu antytrynitarskim oraz Compendium religionis Christiana, odrzucające pojęcie Trójcy Świętej jako niezgodne z podstawami chrześcijaństwa.

## Ważne dzieła
- Uwagi do medytacji metafizycznych René Descartes’a

Dzieła w zbiorze Bibliotheca Fratrum Polonorum (tom 7 i 8):
- Johannis Ludovici Wolzogenii Baronis Austriaci, Opera omnia, exegetica, didacteca, et polemica, Quorum Seriem versa pagina exhibet, Cum indicibus necessariis, Frans Kuyper Amsterdam 1668
- De Scripturarum interprete adversus exercitatorem paradoxum libri duo 1668